# Zeleni čaj
Zeleni čaj se pravi od lišća drvenaste biljke Camellia sinensis rasprostranjene na Dalekom istoku, posebno u Kini i Japanu. Od 19. veka uzgoj ove biljke je proširen na ostale tropske i suptropske predele. Biljka izraste do 3 m visoko i obrasla je duguljastim, zimzelenim lišćem. U lišću su zastupljene bioaktivne materije: tein, teobromin, teofilin i eterično ulje, radi kojih se gaji ova biljka.

## Prerada lista zelenog čaja
Zeleni čaj se proizvodi tako što se proces oksidacije zaustavlja zagrevanjem odmah nakon branja listova (pečenjem ili parenjem). Listovi se zatim hlade, uvijaju i razdvajaju. To se ponavlja nekoliko puta, sve dok iz lista ne prestane da izlazi zelenkast sok.
Čaj se može veštački namirisati. To se radi tako što se tanak sloj raznog mirisnog cveća (jasmin, gardenija i sl.) ostavi izvesno vreme, pa se ukloni, a na njegovo mesto raširi se sloj sušenog čaja. Postupak se ponavlja nekoliko dana dok čaj ne primi miris cveća.

## Teizam - hronično trovanje čajem
Preteranim i dužim uživanjem čaj izaziva nesanicu, opstipaciju (zatvor i lenjost creva), otežano varenje, gubitak apetita i sistematsko slabljenje organizma. Ove posledice su zapažene u Kini, Engleskoj i severnoj Africi. Ipak, smatra se da je čaj manje toksičan u odnosu na kafu i da je zeleni čaj (nefermentisan) manje škodljiv.

## Lekovitost zelenog čaja
Dejstvo čaja je utoliko jače, ukoliko čaj ima više kofeina, jer je kofein glavni sastojak čaja koji draži moždane centre. Time se objašnjava i povećanje sposobnosti učenja, pamćenja i razumevanja i. Čaj suzbija i smanjuje zamor i sanjivost, osobito ako je zamor nastao od intenzivnog umnog naprezanja. Čaj pomaže, bodri i krepi, javlja se bolji rad mišića i refleksi su brži i potpuniji. Čaj kofeinom poboljšava disanje, povećava ventilaciju pluća, pa se lakše diše i prijatnije oseća. Čaj pozitivno deluje na krvotok, usled čega je srčani rad pravilniji, jači i bolji. Zbog ogromne količine tanina i drugih srodnih polifenolskih jedinjenja čaj deluje i kao tipična taninska lekovita biljka protiv proliva, upale sluznice i kože, opekotina, za jačanje organizma itd. Čaj je važan protivotrov u slučaju trovanja alkaloidima i teškim metalima (tanin ih vezuje u nerastvorljiva jedinjenja koja se neškodljivo odstranjuju prirodnim putem iz organizma).

## Ekstrakti
Polifenoli koji se nalaze u zelenom čaju uključuju epigalokatehin galat (EGCG), epikatehin galat, epikatehine i flavanole, koji su pod laboratorijskim istraživanjima zbog njihovih potencijalnih efekata in vivo. Ostale komponente uključuju tri vrste flavonoida, poznate kao kempferol, kvercetin i miricetin. Iako je srednji sadržaj flavonoida i katehina u šolji zelenog čaja veći od onog u istoj količini drugih namirnica i pića za koje se tradicionalno smatra da promovišu zdravlje, flavonoidi i katehini nemaju dokazano biološko dejstvo na ljude.
Listovi zelenog čaja se u početku obrađuju natapanjem u alkoholni rastvor, koji se dalje može koncentrisati na različite nivoe; nusproizvodi procesa se takođe pakuju i koriste. Ekstrakti se prodaju u slobodnoj prodaji u obliku tečnosti, praha, kapsula i tableta, i mogu da sadrže do 17,4% svoje ukupne težine u kofeinu, iako su dostupne i verzije bez kofeina.

## Uticaji na zdravlje
Regularni zeleni čaj sadrži 99,9% vode, obezbeđuje 1 kcal na porciju od 100 mL, lišen je značajnog sadržaja hranljivih materija (tabela) i sadrži fitokemikalije kao što su polifenoli i kofein.
Brojne su tvrdnje o zdravstvenim prednostima zelenog čaja, ali klinička istraživanja na ljudima nisu našla dobre dokaze o koristi. Godine 2011, grupa naučnika objavila je izveštaj o tvrdnjama o uticaju na zdravlje na zahtev Evropske komisije: generalno su otkrili da tvrdnje o zelenom čaju nisu potkrijepljene dovoljnim naučnim dokazima. Iako zeleni čaj može poboljšati mentalnu budnost zbog svog sadržaja kofeina, postoje samo slabi, neuverljivi dokazi da redovna konzumacija zelenog čaja utiče na rizik od raka ili kardiovaskularnih bolesti, a nema dokaza da pomaže gubitku težine.

### Rak
Istraživanja su pokazala da nema dobrih dokaza da zeleni čaj pomaže u prevenciji ili lečenju raka kod ljudi.
Veza između konzumiranja zelenog čaja i rizika od određenih karcinoma kao što su rak želuca i nemelanomski rak kože je nejasna zbog nedoslednih ili neadekvatnih dokaza.
Zeleni čaj ometa hemoterapijski lek bortezomib (Velcade) i druge inhibitore proteasoma zasnovane na boronskoj kiselini, i treba da ga izbegavaju ljudi koji uzimaju ove lekove.

### Kardiovaskularne bolesti
Meta-analiza opservacionih studija pokazala je da je povećanje konzumiranja jedne šolje zelenog čaja dnevno u korelaciji sa nešto nižim rizikom od smrti od kardiovaskularnih uzroka. Konzumacija zelenog čaja može biti povezana sa smanjenim rizikom od moždanog udara. Meta-analize randomizovanih kontrolisanih studija otkrile su da konzumacija zelenog čaja tokom 3-6 meseci može dovesti do malih smanjenja (oko 2-3 mm Hg svako) u sistolnom i dijastolnom krvnom pritisku. Odvojeni sistematski pregled i meta-analiza randomizovanih kontrolisanih studija otkrili su da je konzumacija 5-6 šoljica zelenog čaja dnevno povezana sa malim smanjenjem sistolnog krvnog pritiska (2 mmHg), ali nije dovela do značajne razlike u dijastolnom krvni pritisak.

### Kontrola glikemije
Konzumacija zelenog čaja snižava nivo šećera u krvi natašte, ali u kliničkim studijama efekat napitka na hemoglobin A1c i nivo insulina natašte je bio nedosledan.

### Hiperlipidemija
Konzumacija zelenog čaja ili uzimanje dodataka od zelenog čaja smanjuje koncentraciju ukupnog holesterola u krvi (oko 3–7 mg/dL), LDL holesterola (oko 2 mg/dL) i ne utiče na koncentraciju HDL holesterola ili triglicerida. Kohranova meta-analiza dugoročnih randomizovanih kontrolisanih studija iz 2013. (trajanje >3 meseca) zaključila je da konzumacija zelenog čaja smanjuje koncentraciju ukupnog i LDL holesterola u krvi.

### Upala
Sistematski pregled i meta-analiza 11 randomizovanih kontrolisanih studija iz 2015. godine otkrili su da konzumacija zelenog čaja nije značajno povezana sa nižim nivoima C-reaktivnog proteina u plazmi (marker upale).

### Gubitak težine
Nema dobrih dokaza da zeleni čaj pomaže u gubitku težine ili održavanju težine.

### Potencijal za toksičnost jetre
Prekomerna konzumacija ekstrakta zelenog čaja povezana je sa hepatotoksičnošću i otkazivanjem jetre. U 2018. godini, naučni panel Evropske agencije za bezbednost hrane pregledao je bezbednost konzumacije zelenog čaja u niskom i umerenom opsegu dnevnog unosa EGCG od 90 do 300 mg dnevno, i sa izloženošću visokoj potrošnji zelenog čaja za koju se procenjuje da će obezbediti do 866 mg EGCG dnevno. Dodaci ishrani koji sadrže EGCG mogu da obezbede do 1000 mg EGCG i drugih katehina dnevno. Panel je zaključio da se EGCG i drugi katehini iz zelenog čaja u niskim i umerenim dnevnim količinama generalno smatraju bezbednim, ali u nekim slučajevima prekomerne konzumacije zelenog čaja ili upotrebe suplemenata sa visokim sadržajem EGCG može doći do toksičnosti jetre.

## Literatura
- Evans, John C. (1992). Tea in China: The History of China's National Drink. Greenwood Press. ISBN 978-0-313-28049-8.
- Lam, K.C. (2002). The Way of Tea: The Sublime Art of Oriental Tea Drinking. Barron's Educational Series. ISBN 978-0-7641-1968-2.
- Battle, Will (2017). The World Tea Encyclopaedia: The World of Tea Explored and Explained from Bush to Brew. Troubador Publishing Ltd. ISBN 978-1-78589-313-1.
- Benn, James A. (2015). Tea in China: A Religious and Cultural History. Hong Kong University Press. ISBN 978-988-8208-73-9.
- Chow, Kit Boey; Kramer, Ione (1990). All the Tea in China. China Books. ISBN 978-0-8351-2194-1.
- Heiss, Mary Lou; Heiss, Robert J. (2007). The Story of Tea: A Cultural History and Drinking Guide. Ten Speed Press. ISBN 978-1-58008-745-2.
- Mair, Victor H.; Hoh, Erling (2009). The True History of Tea. Thames & Hudson. ISBN 978-0-500-25146-1.

## Spoljašnje veze
- [http://www.cancer.org/docroot/ETO/content/ETO_5_3X_Green_Tea.asp?sitearea=ETO
- NCCIH - Green Tea Side Effects and Cautions (From the National Center for Complementary and Integrative Health)